# Laguna La Soraida
La Laguna La Soraida es un lago endorreico, al sur de la provincia de Santa Fe, Argentina, en el Departamento General López, entre Elortondo, Villa Cañás (15 km) y Hughes, a aproximadamente 
33°57′S 61°29′O / -33.950, -61.483; sobre 6.000 ha, con un "pelo de agua" a 86 m s. n. m. circa 2003). A 195 km de Rosario; y a 340 km de Buenos Aires por RN 8. 
Este espejo de agua tuvo en el "Pulso Climático Seco" (de 1920 a 1973) una cubeta de unos 3 km² y a veces seca. Posiblemente en el anterior "Hemiciclo Húmedo Florentino Ameghino" entre 1870 y 1920 haya alcanzado más de 100 km². En 2007 alcanza unos 75 km² y sigue creciendo. Su profundidad media es de 3,5 m. Está poco eutrofizado, y el agua es de color pardo medio. 
La cuenca se alimenta de los excesos de lluvias y no posee emisarios: Sus desbordes pasan al sistema de avenamiento hacia el río Paraná y también desbordan hacia las aguas del río Salado en Junín en la provincia de Buenos Aires.
Se encuentra dentro de una propiedad privada y se cobra un canon para el ingreso. Hay infraestructura mínima. La bajada de embarcaciones es de durmientes de quebracho y se ingresa al espejo por un canal excavado. 

## Servicios
Para todo servicio de alojamiento, gastronomía, combustible, provisiones, se adquieren en las ciudades de Santa Isabel (más cercana), Villa Cañás o Venado Tuerto a 42 km. 
Sin servicios para pescadores; solo baño precario, predio para acampar a 1 km del embarcadero, mesa con bancos. Y no hay agua potable ni electricidad. 

## Navegación
Debe realizarse a muy baja velocidad, ya que hay todo tipo de elementos sumergidos: postes, partes de molinos, bebederos, alambrados. Tiene costas de barro y sin playa. 

## Pique
Especies deportivas y flora acuática: pejerreyes, bagres, carpas, tarariras. No hay dentudos. Juncales emergentes ralos en su costa y en el centro, cola de zorro y pastos salados sumergidos por las crecientes
Los límites y medidas son: 40 piezas/pescador/día/mín 25 cm largo